# Félix Urgellés de Tovar
Félix Urgellés de Tovar (c. 1853-1919) fue un pintor español, que cultivó el paisaje y la escenografía.

## Biografía
Pintor natural de Reus o Barcelona, según la fuente, fue discípulo de la Escuela de Barcelona. En la Exposición Nacional de Bellas Artes celebrada en Madrid en 1871 presentó el lienzo Paso de un tren (cercanías de Barcelona); en la de 1876 Orillas del Ter, que fue premiado con medalla de tercera clase y adquirido por el Gobierno. En la de 1878 presentó cuatro cuadros: El invierno, El verano, La misa matutina y Alrededores de Gerona, que fueron comprados por el banquero Tutau. Fueron también obra de Urgellés dos paisajes, Un estudio del natural y Un bodegón, que presentó en la Exposición de Barcelona de 1870; Después de la lluvia, Una calle de Espluga y otros varios asuntos, que llevó a la celebrada en 1871 en la misma ciudad, por los que fue premiado con una medalla; Interior de un caserío y otros tres asuntos, que expuso en Gerona en 1872; otros paisajes presentados en la Exposición permanente de Bellas Artes de Madrid en 1874; el que regaló en 1877 para la rifa a beneficio de los huérfanos del pintor Padró; la Plaza de San Baudilio de Llobregat y otros asuntos que expuso en Gerona en 1878, siendo adquiridos dos de ellos por el Museo provincial; Un bosque, reproducido por el sistema oleográfico en Barcelona en 1880; Cercanías de Madrid, reproducido en la Galería Artística de Barcelona, y numerosos trabajos escénicos para los teatros de Barcelona y Reus. Falleció en 1919, supuestamente a la edad de sesenta y seis años.